# Mine Train (Slagharen)
Mine Train is een stalen achtbaan in het Nederlandse Attractiepark Slagharen. Het is een standaard Junior Coaster Large, de grootste versie gebouwd door Vekoma.

## Algemene Informatie

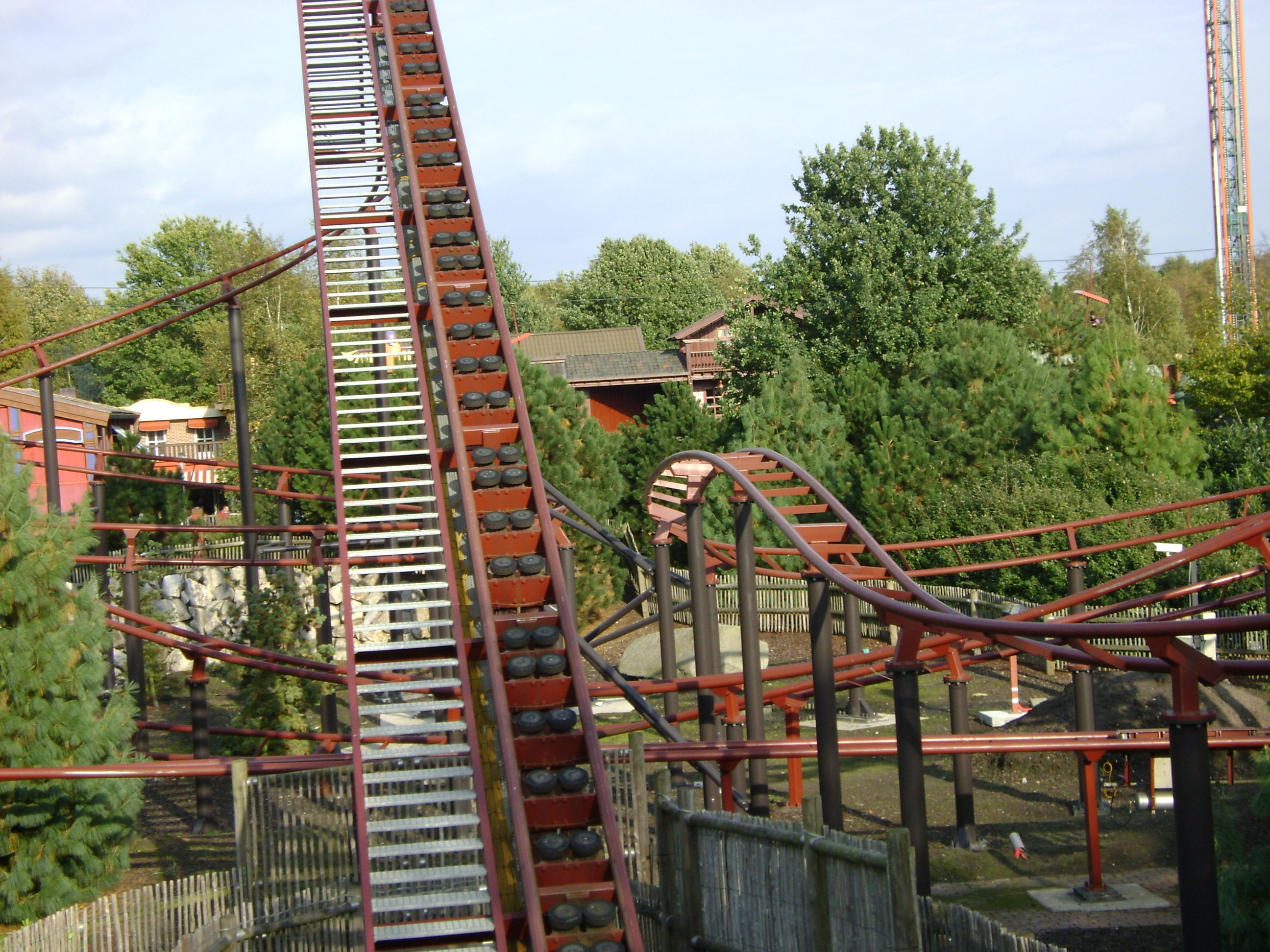
De optakeling van de Mine Train.

De achtbaan bevindt zich in het begin van het park, naast de ingang. Deze achtbaan is gebouwd in 2001 door Vekoma. Een ritje duurt één minuut en twintig seconden en de maximale snelheid die bereikt wordt is 46 km/h. Het traject is 335 meter lang en behaalt een maximale hoogte van 12,85 meter.
Voorheen was op dezelfde locatie Keverbaan gevestigd.
Afbeeldingen · Main Street